# 北沟街道 (新沂市)
北沟街道是中华人民共和国江苏省徐州市新沂市下辖的一个街道办事处。
2013年8月6日，江苏省人民政府批复同意撤销北沟镇，以原北沟镇行政区域设立北沟街道办事处，办事处驻大桥东路68号。

## 行政区划
北沟街道下辖以下村级行政区划单位：
仲庄村、神山村、北沟村、南沟村、塔山村、田吴村和新东村。